# Salamajärvi nationalpark
Salamajärvi nationalpark (fi.  Salamajärven kansallispuisto) är en nationalpark i Mellersta Österbotten och Mellersta Finland. Reservatet är beläget vid Suomenselkä vattendelare. Det omfattar 62 kvadratkilometer och inrättades 1982.
Nationalparken framför allt känt för sin mångsidiga myrnatur, men har också naturskogar, som Koirajokis urskogsområde i parkens norra del. I söder gränsar Salamajärvi nationalpark till Salamanperä naturreservat.
I Suomenselkä finns ungefär 1 000 skogsvildrenar, utifrån en återplantering som gjordes 1979. Skogsvildrenar finns i nationalparken bland annat under vårvintern och kring midsommar.